# Zone libre (film)
Pour les articles homonymes, voir Zone libre (homonymie).
Pour plus de détails, voir Fiche technique et Distribution.
Zone libre est un film français réalisé par Christophe Malavoy, sorti en 2007.

## Synopsis
Pendant la Seconde Guerre mondiale, un paysan héberge une famille juive qui a réussi à rejoindre la Zone libre.

## Fiche technique
- Titre : Zone libre
- Réalisation : Christophe Malavoy
- Scénario : Christophe Malavoy d'après la pièce de théâtre de Jean-Claude Grumberg
- Musique : Jacques Davidovici
- Photographie : Carlo Varini
- Montage : Christine Marier
- Production : Nelly Kafsky
- Société de production : Mazel Productions, TF1 International, Arte France Cinéma, Canal+ et CinéCinéma
- Société de distribution : TFM Distribution (France)
- Studio d'animation : 2d3D Animations
- Pays :  France
- Genre : drame
- Durée : 104 minutes
- Dates de sortie : 
  -  France : 17 janvier 2007

## Distribution
- Jean-Paul Roussillon : Maury
- Lionel Abelanski : Simon
- Olga Grumberg : Léa
- Mathilde Seigner : La bru
- Élisa Tovati : Mauricette
- Tsilla Chelton : Mme Schwartz
- Frédéric Papalia : Henri
- Quentin Grosset : Le petit-fils
- Philippe Fretun : Apfelbaum
- Pierre Aussedat : Le directeur de la fabrique
- Arnaud Klein : Policier
- Franck Beckmann : L'officier allemand
- Guillaume Delaunay : Le garde du corps du docteur Lejeune
- Jacques Gallo
- Jean-Yves Lissonnet : Le surveillant du pensionnat

## Accueil
Éric Loret pour Libération estime que le film « réussit le miracle d'un film accessible à tous, dépourvu de mauvaise graine et ne donnant jamais l'envie de quitter la salle ».